# Gobius couchi
Gobius couchi — вид риб з родини бичкових (Gobiidae). Демерсальна, морська субтропічна риба, сягає 7,7 см довжиною. Мешкає у східній Атлантиці, Середземномор'ї, Адріатиці.